# Finch-West-Linie
| Streckenlänge: | 11 km                |                          |                          |
| Spurweite: | 1435 mm (Normalspur) |                          |                          |
| Stromsystem: | 750 V =              |                          |                          |
| Zweigleisigkeit: | ja                   |                          |                          |
| |                      |                          |                          |
| \| \| \| Humber College \| \| \| \| Westmore \| \| \| \| Martin Grove \| \| \| \| Albion \| \| \| \| Stevenson \| \| \| \| Mount Olive \| \| \| \| Rowntree Mills \| \| \| \| Pearldale \| \| \| \| Duncanwoods \| \| \| \| Milvan Rumike \| \| \| \| Emery \| \| \| \| Canadian Pacific Railway \| \| \| \| Signet Arrow \| \| \| \| Highway 400 \| \| \| \| Norfinch Oakdale \| \| \| \| Depot \| \| \| \| Jane and Finch \| \| \| \| Driftwood \| \| \| \| Tobermory \| \| \| \| Sentinel \| \| \| \| Finch West \| |                      |                          |                          |
| |                      | Humber College           |                          |
| U-Bahn-Haltepunkt / Haltestelle (Strecke außer Betrieb) |                      | Westmore                 | Westmore                 |
| U-Bahn-Haltepunkt / Haltestelle (Strecke außer Betrieb) |                      | Martin Grove             | Martin Grove             |
| U-Bahn-Haltepunkt / Haltestelle (Strecke außer Betrieb) |                      | Albion                   | Albion                   |
| U-Bahn-Haltepunkt / Haltestelle (Strecke außer Betrieb) |                      | Stevenson                | Stevenson                |
| U-Bahn-Haltepunkt / Haltestelle (Strecke außer Betrieb) |                      | Mount Olive              | Mount Olive              |
| U-Bahn-Haltepunkt / Haltestelle (Strecke außer Betrieb) |                      | Rowntree Mills           | Rowntree Mills           |
| U-Bahn-Haltepunkt / Haltestelle (Strecke außer Betrieb) |                      | Pearldale                | Pearldale                |
| U-Bahn-Haltepunkt / Haltestelle (Strecke außer Betrieb) |                      | Duncanwoods              | Duncanwoods              |
| U-Bahn-Haltepunkt / Haltestelle (Strecke außer Betrieb) |                      | Milvan Rumike            | Milvan Rumike            |
| U-Bahn-Haltepunkt / Haltestelle (Strecke außer Betrieb) |                      | Emery                    | Emery                    |
| U-Bahn-Kreuzung mit Eisenbahn geradeaus unten (Strecke geradeaus außer Betrieb) |                      | Canadian Pacific Railway | Canadian Pacific Railway |
| U-Bahn-Haltepunkt / Haltestelle (Strecke außer Betrieb) |                      | Signet Arrow             | Signet Arrow             |
| |                      | Highway 400              |                          |
| U-Bahn-Haltepunkt / Haltestelle (Strecke außer Betrieb) |                      | Norfinch Oakdale         | Norfinch Oakdale         |
| U-Bahn-Abzweig geradeaus, nach links und von links (Strecke außer Betrieb) · U-Bahn-Betriebs-/Güterbahnhof Streckenende und quer (Strecke außer Betrieb) |                      | Depot                    | Depot                    |
| U-Bahn-Haltepunkt / Haltestelle (Strecke außer Betrieb) |                      | Jane and Finch           | Jane and Finch           |
| U-Bahn-Haltepunkt / Haltestelle (Strecke außer Betrieb) |                      | Driftwood                | Driftwood                |
| U-Bahn-Haltepunkt / Haltestelle (Strecke außer Betrieb) |                      | Tobermory                | Tobermory                |
| U-Bahn-Haltepunkt / Haltestelle (Strecke außer Betrieb) |                      | Sentinel                 | Sentinel                 |
| |                      | Finch West               |                          |

Die Finch-West-Linie (offiziell Line 6 Finch West, in der Bauphase auch als Finch West LRT bekannt) ist eine im Bau befindliche Stadtbahnlinie in der kanadischen Stadt Toronto, die das Netz der Toronto Subway ergänzen wird. Sie wird in Ost-West-Richtung von der U-Bahn-Station Finch West im Stadtbezirk North York entlang der Hauptverkehrsachse Finch Avenue West bis zum Humber College im Stadtbezirk Etobicoke führen. Die Strecke wird 11 Kilometer lang sein und 18 Stationen haben.
Die Besitzerin ist die Verkehrsplanungsgesellschaft Metrolinx, eine Agentur der Provinzregierung von Ontario. Als Betreiberin ist die städtische Verkehrsgesellschaft Toronto Transit Commission vorgesehen. Metrolinx hat das Konsortium Mosaic Transit Group mit der Planung, dem Bau, der Finanzierung und dem Erhalt der Strecke beauftragt.
Die Bauarbeiten begannen im Jahr 2019; die Eröffnung war im Jahr 2024[veraltet] geplant. Schließlich wurde klar, dass die Linie nicht im Jahr 2024 eröffnet werden würde. Metrolinx hat noch immer kein Eröffnungsdatum bekannt gegeben.

## Strecke
Die Finch-West-Linie ist eine 11 Kilometer lange Stadtbahnstrecke entlang der Finch Avenue West. Zwischen beiden Endstationen wird die Strecke auf einem eigenen Gleiskörper in der Mitte der Finch Avenue West liegen. Es wird zwei unterirdische Endstationen und 16 Stationen an der Oberfläche geben. Die Taktdichte der Stadtbahnzüge wird während der Hauptverkehrszeiten 5 bis 7 Minuten betragen.
Im Gegensatz zur Straßenbahn Toronto und zu den meisten U-Bahn-Linien werden die Stadtbahnlinien in Toronto normalspurig (1435 Millimeter) ausgeführt, anstelle der üblichen breiteren Spurweite von 1495 mm. Aus diesem Grund sind keine Verknüpfungspunkte zu den übrigen Schienenverkehrsmitteln vorgesehen.
| Haltestelle      | Anlage       | Kreuzung                | Verbindungen           |
| ---------------- | ------------ | ----------------------- | ---------------------- |
| Humber College   | unterirdisch |                         |                        |
| Westmore         | oberirdisch  | Westmore Dr             |                        |
| Martin Grove     | oberirdisch  | Martin Grove Rd         |                        |
| Albion           | oberirdisch  | Albion Rd               |                        |
| Stevenson        | oberirdisch  |                         |                        |
| Mount Olive      | oberirdisch  | Kipling Ave             |                        |
| Rowntree Mills   | oberirdisch  | Islington Ave           |                        |
| Pearldale        | oberirdisch  | Pearldale Ave           |                        |
| Duncanwoods      | oberirdisch  | Duncanwoods Dr          |                        |
| Milvan Rumike    | oberirdisch  | Milvan Dr, Rumike Rd    |                        |
| Emery            | oberirdisch  | Weston Road             |                        |
| Signet Arrow     | oberirdisch  | Signet Dr, Arrow Rd     |                        |
| Norfinch Oakdale | oberirdisch  | Norfinch Dr, Oakdale Rd | Depot (York Gate Blvd) |
| Jane and Finch   | oberirdisch  | Jane St                 |                        |
| Driftwood        | oberirdisch  | Driftwood Ave           |                        |
| Tobermory        | oberirdisch  | Tobermory Dr            |                        |
| Sentinel         | oberirdisch  | Sentinel Rd             |                        |
| Finch West       | unterirdisch | Keele St                | Yonge-University-Linie |

## Fahrzeuge

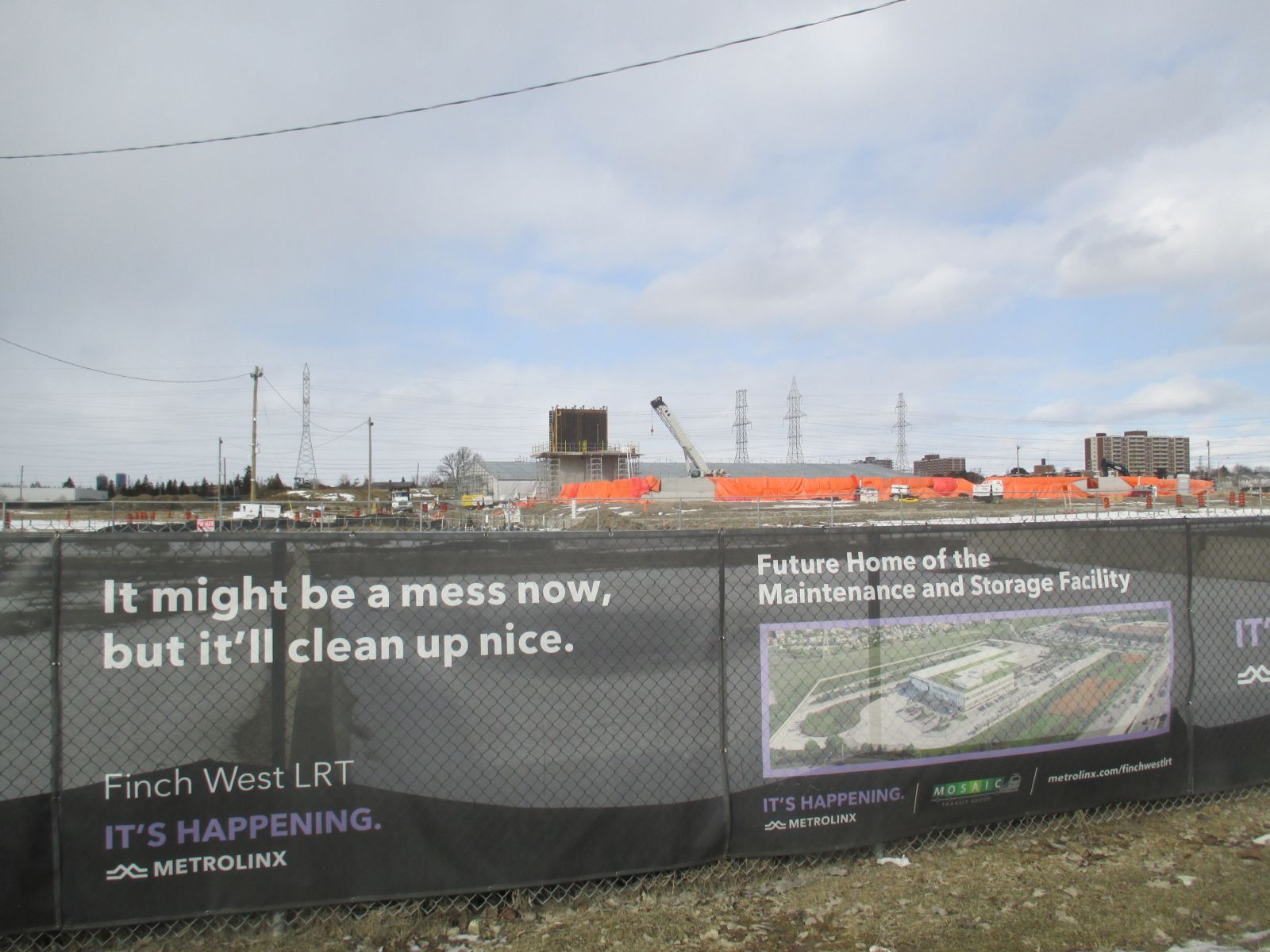
Betriebsbahnhof im Bau

Metrolinx hat 61 niederflurige Stadtbahnwagen des Typs Citadis Spirit von Alstom zu einem Preis von 528 Millionen CAD bestellt. Davon werden 18 Fahrzeuge der Finch-West-Linie zugeordnet; die anderen sind für die Hurontario-Linie in Mississauga vorgesehen. Jeder Wagen hat 120 Sitzplätze und eine Kapazität für 336 Fahrgäste. Jedes Fahrzeug ist 48,4 m lang. Die Auslieferung begann im Juli 2021.
Bei der Haltestelle Norfinch Oakdale liegt der Betriebsbahnhof der Linie. Auf der York Gate Boulevard wird es ein Verbindungsgleis zwischen dem Depot und der Hauptstrecke geben. Das Depot hat eine Kapazität für 26 Fahrzeuge.